# Midori (Likör)

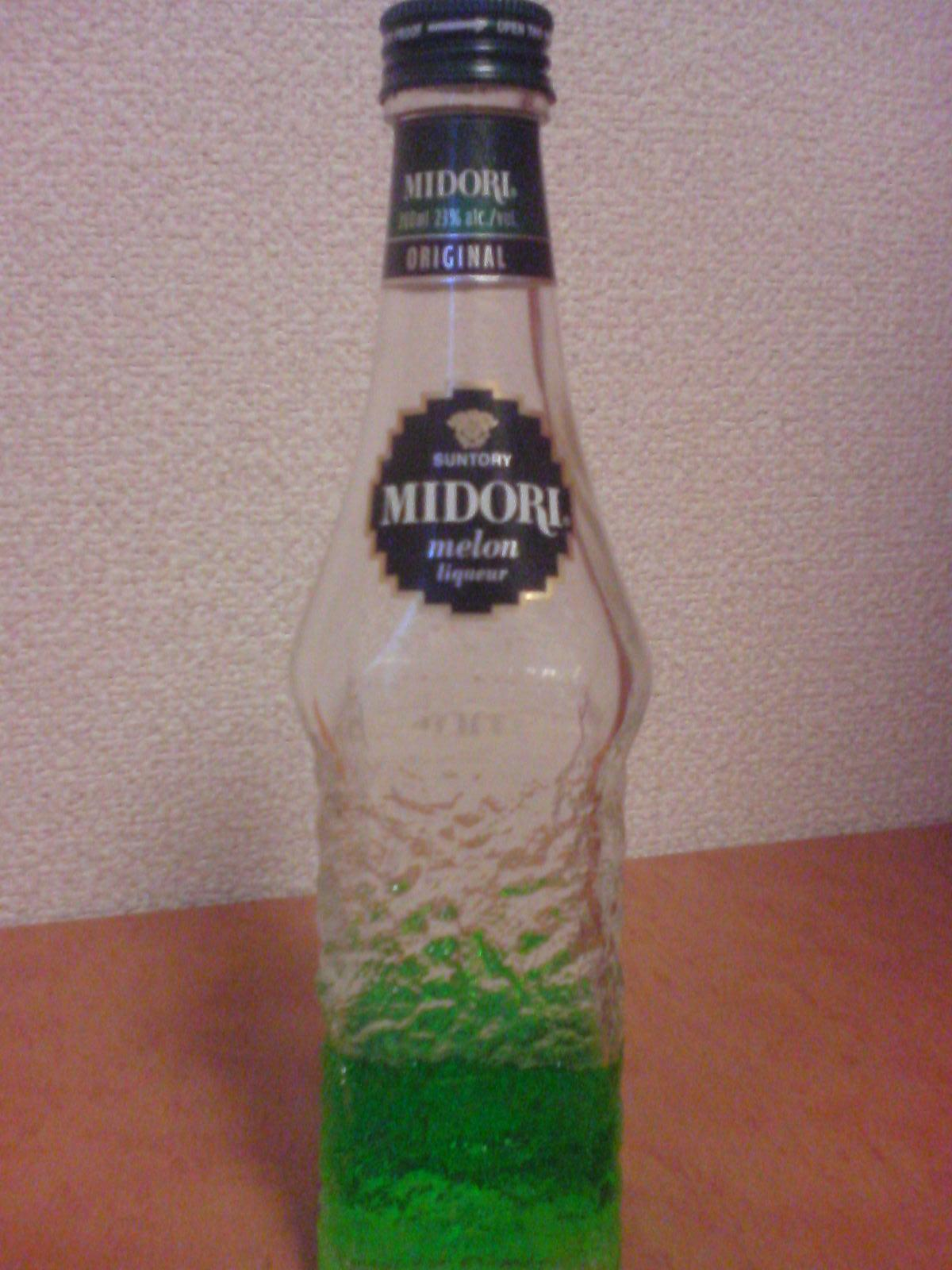
Eine Flasche Midori

Midori melon liqueur (jap. ミドリ メロンリキュール, Midori meron rikyūru) ist ein fruchtig-aromatischer Likör mit Melonengeschmack, der vom japanischen Getränkehersteller Suntory produziert wird.
Er wird außerhalb Japans nur noch in Mexiko produziert und seit einigen Jahren auch in Mitteleuropa angeboten. Seinem Vorgänger, einem Likör namens Hermes war zunächst nur mäßiger Erfolg beschieden, dies änderte sich aber, als Suntory den Geschmack an geschmackliche Vorlieben in den USA anpasste und schließlich 1978 den Nachfolger Midori im legendären New Yorker Club Studio 54 vorstellte. Das Getränk wird in mehr als 50 Staaten verkauft.
Midori zählt zu den Fruchtaromalikören und hat einen Alkoholgehalt von 20 % vol. Typisch ist seine auffallend kräftige grüne Farbe, von der sich auch der Name midori für ‚grün‘ ableitet.